# Vicky Maeijer
Vicky Maeijer, née le 7 septembre 1986 à Rotterdam, est une femme politique néerlandaise. Membre du Parti pour la liberté (PVV), elle est députée européenne de 2014 à 2017 et représentante à la Seconde Chambre des États généraux depuis 2017.

## Biographie

### Parcours universitaire
Vicky Maeijer a obtenu un Bachelor de droit néerlandais à l'université Érasme de Rotterdam en 2009 avant de compléter son cursus par une maîtrise de droit international public et européen dans la même université.

### Carrière politique

#### Premiers engagements
Entre 2007 et 2014, Vicky Maeijer travaille à plusieurs reprises comme assistante d'élus du Parti pour la liberté (PVV) à la Seconde Chambre des États généraux, notamment Raymond de Roon, puis au Parlement européen, pour Louis Bontes.
En 2011, Maeijer conduit la liste du PVV lors des élections provinciales en Hollande-Méridionale, avec un programme axé principalement sur l'aménagement du territoire et l'environnement et prônant une diminution du nombre des fonctionnaires provinciaux et des membres de l'exécutif provincial. Avec 14,5 % des suffrages sa liste permet son élection ainsi que celle de sept de ses colistiers.
Candidate en 21e position sur la liste de son parti lors des élections législatives de 2012, elle n'est pas élue. 

#### Mandat européen puis national
Lors des élections européennes de 2014, elle est élue au Parlement européen, aux côtés de trois autres membres du PVV. Elle siège parmi les non-inscrits, son parti n'étant pas  parvenu à former un groupe avec ses alliés, dont notamment le Front national français.
En juillet 2014, Vicky Maeijer démissionne de son mandat de conseillère provinciale en Hollande-Méridionale pour se consacrer pleinement à son mandat de députée européenne. Elle participe à la création du groupe parlementaire européen Europe des nations et des libertés le 16 juin 2015.
Elle quitte le Parlement européen le 15 mars 2017 à la suite de son élection comme membre de la Seconde Chambre des États généraux.